# Cantenac
Cantenac korábbi község Franciaország Új-Aquitania régiójában, Gironde megyében. 2017. január 1-jén Margaux korábbi községgel egyesült és az így létrejött Margaux-Cantenac új község része lett.
Lakosainak száma 1375 fő (2017. január 1.). Cantenac Margaux, Labarde, Arsac, Avensan, Bayon-sur-Gironde, Gauriac, Macau és Soussans községekkel határos.

## Népesség
A település népességének változása:
| Lakosok száma | 1054 | 1125 | 1300 | 1197 | 1179 | 1250 | 1326 | 1362 | 1364 | 1375 |
|               | 1968 | 1975 | 1982 | 1990 | 1999 | 2006 | 2011 | 2013 | 2015 | 2017 |